# Laurenan
Laurenan é uma comuna francesa na região administrativa da Bretanha, no departamento Côtes-d'Armor. Estende-se por uma área de 30,42 km². Em 2010 a comuna tinha 749 habitantes (densidade: 24,6 hab./km²).